# Fijnaarts
Het Fijnaarts (Fenders) is het dialect dat wordt gesproken in het dorp Fijnaart (De Fendert) in de provincie Noord-Brabant. Het behoort tot de Westhoekse dialectgroep, dat wil zeggen dat het een Hollands dialect is, ofschoon het ook trekken van het Brabants heeft, in het bijzonder van het Noordwest-Brabants.

## Kenmerken
De h wordt in het Fijnaarts nooit uitgesproken. Dit is een verschijnsel dat in West-Brabant algemeen voorkomt. De afscheidsgroet houdoe luidt dan ook oudoe.
Het Fijnaarts kent inversie bij de cluster sp, bijvoorbeeld Nispen > Nipse.
De Nederlandse aa wordt meestal gerealiseerd als ao, bijvoorbeeld raom. In sommige woorden zien we echter een lange èè-klank. Voorbeelden: kèès, mèèrt, pèèrd, stèèrt. In een paar woorden komt een êê-klank voor, bijvoorbeeld lêêg (A.N. laag). De êê klinkt ongeveer zoals in het A.N. beer.
Zoals hierboven reeds aangegeven kent het Fijnaarts de êê-klank. Hiernaast komt ook de ee voor. Soms gebruikt het Fijnaarts een eu-klank waar het Algemeen Nederlands een ee kent, bijvoorbeeld speule, veul.
Ook bij de oo uit het Algemeen Nederlands bestaat het onderscheid tussen oo en ôô (zoals in boor). Soms gebruikt het Fijnaarts een eu-klank waar het A.N. een oo heeft, bijvoorbeeld meule, veugel, zeun.
Het persoonlijk voornaamwoord voor de tweede persoon enkelvoud is net zoals in het Algemeen Nederlands jij. Hiermee onderscheidt het Westhoeks zich duidelijk van de omringende Brabantse dialecten waar de vorm gij gangbaar is. 
Ook de vorming van verkleinwoorden wijkt af van hetgeen in de omringende dialecten gebruikelijk is. Enkele voorbeelden: man - manneke, vrouw - vrouwke, koei - koeike, uis - uisje, deur - deurtje. De verkleinwoorden zijn dus gedeeltelijk Hollands, gedeeltelijk Brabants van aard.
De vorming van het meervoud is gelijk aan die in het Algemeen Nederlands. Uitzondering vormen de meervouden op -ers (A.N. -eren), bijvoorbeeld ei-eiers, kind-kinders. Hierin sluit het Westhoeks zich aan bij het Hoeksewaards, maar bovenal bij het Zeeuws.